# Маршин, Дмитрий Анатольевич
Дмитрий Анатольевич Маршин (род. 15 сентября 1972, Могилёв) — азербайджанский легкоатлет белорусского происхождения, специалист по метанию молота. Выступал за сборную Азербайджана по лёгкой атлетике в первой половине 2010-х годов, победитель и призёр первенств национального значения, действующий рекордсмен Азербайджана, участник летних Олимпийских игр в Лондоне.

## Биография
Дмитрий Маршин родился 15 сентября 1972 года в Могилёве, Белорусская ССР.
Выступал на различных соревнованиях по лёгкой атлетике в Белоруссии начиная с 1993 года.
Впервые заявил о себе на крупных международных турнирах в сезоне 2010 года, когда вошёл в основной состав азербайджанской национальной сборной и выступил на чемпионате Европы в Барселоне, где в метании молота показал результат 72,43 метра. Помимо этого, в той же дисциплине одержал победу в третьей лиге командного чемпионата Европы в Марсе.
В 2011 году был лучшим в третьей лиге командного чемпионата Европы в Рейкьявике, стартовал на чемпионате мира в Тэгу, где метнул молот на 70,04 метра.
В июне 2012 года на соревнованиях в Минске установил ныне действующий национальный рекорд Азербайджана в метании молота — 79,56 метра. Выполнив олимпийский квалификационный норматив, удостоился права защищать честь страны на летних Олимпийских играх в Лондоне — на предварительном квалификационном этапе метания молота показал результат 72,85 метра и в финал не вышел.
После лондонской Олимпиады Маршин остался в составе легкоатлетической команды Азербайджана и продолжил принимать участие в крупнейших международных стартах. Так, в 2013 году он стал серебряным призёром в третьей лиге командного чемпионата Европы в Банска-Бистрице, взял бронзу на Играх исламской солидарности в Палембанге, выступил на чемпионате мира в Москве, где метнул молот на 72,43 метра.
В 2014 году отметился выступлением на чемпионате Европы в Цюрихе, с результатом 71,42 метра в финал выйти не смог.
В 2015 году в Бресте метнул молот на 78,52 метра и тем самым выполнил квалификационный норматив для участия в Олимпийских играх в Рио-де-Жанейро, а позже занял третье место на впервые проводившихся Европейских играх в Баку, где также разыгрывалась третья лига командного чемпионата Европы. Однако на этих соревнованиях провалил допинг-тест — в итоге его результат аннулировали, кроме того, спортсмена дисквалифицировали сроком на четыре года.